# 122gy busz (Budapest)
A budapesti 122-es (gyors 122-es) jelzésű autóbusz Újpest-Városkapu és Káposztásmegyer, Mogyoródi-patak között közlekedett. A vonalat a Budapesti Közlekedési Zrt. üzemeltette.

## Története
A 3-as metró Árpád híd – Újpest-Központ szakaszának átadásakor, 1990. december 15-én új járat indult 122-es jelzéssel Újpest-Városkapu és a Mogyoródi-patak között Ikarus 260-as buszokkal. Kezdetben mindkét irányban a Váci út – Megyeri út – Külső Szilágyi út útvonalon közlekedett és csak a Megyeri út, a Fóti út, a Külső Szilágyi út és a Külső Szilágyi út 110. megállókban állt meg. 1991 áprilisától a Szondi utcánál, 1993 márciusától a Homoktövis utcánál, 1999-től az Óceánárok utcánál, 2004. október 22-étől pedig az Íves útnál is megállt. 2005. november 2-ától a Homoktövis utcán keresztül érte el a káposztásmegyeri végállomását, majd a Külső Szilágyi úton és a Megyeri úton indult vissza Újpest-Városkapu felé. 2006. április 1-jétől az Újpesti stadionnál is megállt, de csak hajnali 5 és 6 óra között, majd 13 és 15 óra között, illetve este 21 és 23 óra között.
2008. szeptember 6-ától csak a munkanapi csúcsidőszakokban járt, emellett gyorsjárati jellege megszűnt, így 122-es jelzéssel közlekedett tovább.

## Útvonala
| Káposztásmegyer, Mogyoródi-patak felé                                                                              |
| Újpest-Városkapu vá. – Árva utca – Váci út – Megyeri út – Homoktövis utca – Káposztásmegyer, Mogyoródi-patak vá.   |
| Újpest-Városkapu felé                                                                                              |
| Káposztásmegyer, Mogyoródi-patak vá. – Külső Szilágyi út – Megyeri út – Váci út – Árva utca – Újpest-Városkapu vá. |

## Megállóhelyei
| 0  | Újpest-Városkapu végállomás                             | 15 | 96A, 121 Helyközi buszok Távolsági járatok Újpest |
| 4  | Megyeri út (↓) Tímár utca (↑)                           | 11 | 96, 104                                           |
| 5  | Újpesti Stadion (csak bizonyos napszakokban álltak meg) | 10 | 47, 96, 96                                        |
| 7  | Fóti út (↓) Aschner Lipót tér (↑)                       | 9  | 30, 47, 96, 96, 147                               |
| 9  | Szondi utca                                             | 7  | 30                                                |
| 10 | Óceánárok utca                                          | 5  |                                                   |
| 11 | Íves út                                                 | 4  |                                                   |
| 13 | Homoktövis utca                                         | 3  | 126, 126A                                         |
| 14 | Homoktövis iskola                                       | ∫  | 126, 126A                                         |
| ∫  | Sárpatak utca                                           | 2  | 126, 126A                                         |
| ∫  | Megyeri út                                              | 2  | 126, 126A 14                                      |
| ∫  | Székpatak utca                                          | 1  | 126, 126A                                         |
| 15 | Káposztásmegyer, Mogyoródi-patak végállomás             | 0  | 126, 126A                                         |